# SPA-Viberti AS43
Carrozzeria Speciale AS43 или SPA-Viberti AS43 — итальянский бронеавтомобиль времен Второй мировой войны.

## История
Серьезная нехватка бронеавтомобилей в Королевской итальянской армии, значительная часть из которых была безвозвратна потеряна в ходе боёв, с трудом восполнялась с помощью весьма немногочисленных трофеев. С образованием Итальянской социальной республики ситуация существенно не изменилась. В 1943 году на шасси удачного артиллерийского полноприводного тягача Fiat-SPA TL37 фирма Viberti разработала новый бронеавтомобиль AS43. В январе 1944 года построенный опытный образец был продемонстрирован.

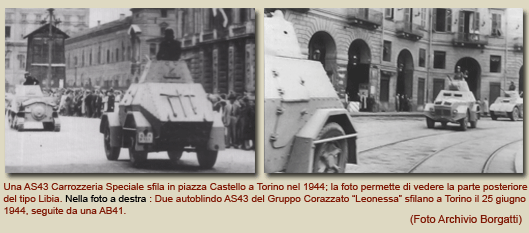
AS43 на параде в Турине 25 июня 1944 года

А с весны того же года началось производство. Для лучшей унификации корпус бронеавтомобиля был использован от бронетранспортёра Autoprotetto S37, но имел крышу на которой устанавливалась башня от легкого танка L6/40 с тем же самым 20-мм автоматическим орудием и спаренным с ним 8-мм пулемётом. Экипаж состоял из трех человек: водитель, командир и стрелок. Посадка в бронеавтомобиль осуществлялась через двери по бокам корпуса. AS43 комплектовался радиостанцией RF3.M со штыревой антенной.
Количество построенных AS43 неизвестно. Основная масса этих машин поступила в Национальную республиканскую гвардию (Guardia Nazionale Repubblicana). Некоторые из бронеавтомобилей использовались для полицейских целей, а также для борьбы с партизанами.  Ещё некоторая часть эксплуатировалась подразделениями Вермахта в Италии.